# Prémio Anunciação
Prémio Anunciação para a pintura de animais, foi instituído em 25 de Julho de 1884, em homenagem ao pintor romântico Tomás da Anunciação.
Este prémio anual, foi criado com a finalidade de premiar os alunos de pintura da Academia das Belas Artes que se distinguiam pelos seus quadros animalistas.
Em 1983 foram criados dois prémios anuais da Academia Nacional de Belas-Artes que vieram substituir o Prémio Anunciação, o Prémio Lupi, o Prémio Ferreira Chaves, o Prémio Luciano Freire, o Prémio Rocha Cabral, o Prémio Soares dos Reis, o Prémio Barão de Castelo de Paiva, o Prémio Júlio Mardel e o Subsídio de viagem do legado dos Viscondes de Valmor

## Premiados[1]
- 1884 — (Prémio não atribuído)
- 1885 — Carlos Augusto Xavier
- 1886 — Veloso Salgado[3]
- 1887 — Artur de Melo
- 1888 — Ezequiel Pereira
- 1889 — António Baeta
- 1890 — Adolfo Rodrigues
- 1891 — António Tomás da Conceição Silva
- 1892 — Miguel Espírito Santo Oliveira
- 1893 — João Ferreira da Costa
- 1894 — Augusto Pascoal Correia Brandão
- 1895 — José antónio Jorge Pinto
- 1896 — Pedro Guedes
- 1897 — Joaquim Porfírio
- 1898 — José António dos Santos Junior
- 1899 — Jorge de Souza
- 1900
  - Falcão Trigoso
  - Adriano de Sousa Lopes
- 1901 — José Nunes Ribeiro Júnior
- 1902 — Artur Miguel Severino
- 1903 — Miguel da Torre do Valle Queriol
- 1904 — Ricardo Ruivo
- 1905 — Constâncio Gabriel da Silva
- 1906 — José Campas
- 1907 — Henrique Franco
- 1908 — Frederico Ayres
- 1909 — Abel Raul Antunes dos Santos
- 1910 — Gilberto Ventura Renda
- 1911 — Carlos Augusto Bonvalot
- 1912 — Martinho Gomes da Fonseca
- 1913 — Abel Manta
- 1914 — Alberto de Lacerda
- 1915 — João Reis
- 1916 — Henrique dos Santos Júnior
- 1917 — Luis Salvador Marques da Silva
- 1918 — Henrique Fernandes Tavares
- 1919 — Mário Alberto de Sousa Gomes
- 1920 — Maria Teresa Lopes
- 1921 — (Prémio não atribuído)
- 1922 — (Prémio não atribuído)
- 1923 — José Augusto Távora
- 1924 — (Prémio não atribuído)
- 1925 — Lázaro Veloso Corte Real
- 1926 — Rita Bastos
- 1927 — Bonifácio Lázaro Lozano
- 1928 — Carmen Lima
- 1929 — Roberto Araújo Pereira
- 1941 — Joaquim do Couto Tavares
- 1948 — Maria Luísa de Sousa Tavares
- 1950 — Arnaldo Louro de Almeida
- 1951 — Arnaldo Louro de Almeida
- 1952 — Maria Margarida Tamagnini Alves da Fonseca
- 1954 — Maria Margarida Tamagnini Alves da Fonseca
- 1955 — Maria Helana dos Santos Gomes
- 1956 — Irene Belger Alves de San Payo
- 1958 — Emília Nadal[4]
- 1959 — João Manuel Rocha de Sousa